# Monochaetum amistadense
Monochaetum amistadense är en tvåhjärtbladig växtart som beskrevs av Frank Almeda. Monochaetum amistadense ingår i släktet Monochaetum och familjen Melastomataceae. Inga underarter finns listade i Catalogue of Life.